# Verano del 84
Verano del 84 (en inglés: Summer of 84) es una película canadiense de terror y misterio dirigida por François Simard, Anouk Whissell y Yoann-Karl Whissell; y protagonizada por Graham Verchere, Judah Lewis, Jason Gray-Stanford, Tiera Skovbye y Rich Sommer.
La película se estrenó en el Festival de Cine de Sundance de 2018. Tuvo un estreno limitado en Estados Unidos el 10 de agosto de 2018 por Gunpowder & Sky.

## Sinopsis
Davey, un adolescente aficionado a las teorías conspirativas, sospecha que su vecino, un agente de policía, es en realidad un asesino en serie. Con la ayuda de sus tres mejores amigos, Davey empieza una investigación que se vuelve muy peligrosa.

## Reparto
- Graham Verchere como Davey Armstrong.
- Judah Lewis como Tommy "Eats" Eaton.
- Caleb Emery como Dale "Woody" Woodworth.
- Cory Gruter-Andrew como Curtis Farraday.
- Tiera Skovbye como Nikki Kaszuba.
- Rich Sommer como Wayne Mackey.
- Jason Gray-Stanford como Randall Armstrong.
- Shauna Johannesen como Sheila Armstrong.
- J. Alex Brinson como Oficial Cole.
- Harrison Houde como Bobby.
- Mark Brandon como News Anchor.
- Susie Castillo como Brenda Woodworth.
- William MacDonald como Sheriff Caldwell.

## Producción
El rodaje comenzó en julio de 2017 en Vancouver.

## Estreno
La película tuvo su premier en el Festival de Cine de Sundance el 22 de enero de 2018. Tuvo un estreno limitado en Estados Unidos el 10 de agosto de 2018.